# British Aerospace Harrier II
El British Aerospace Harrier II es un avión de ataque con capacidad V/STOL de fabricación británica. Es la segunda generación del Harrier. Fue utilizado por la Real Fuerza Aérea (1989-2011) y por la Marina Real (2006-2010).
Desarrollado a partir del Hawker Siddeley Harrier, fue producido como Harrier GR.5, Harrier GR.7 y Harrier GR.9, de forma estrechamente relacionada con el McDonnell Douglas AV-8B Harrier II de fabricación estadounidense. Ambos se utilizaban principalmente para ataque ligero o tareas polivalentes, y solían operar desde portaaviones pequeños. El Harrier II fue víctima de una revisión de gastos de defensa del Reino Unido que supuso que todos los aparatos activos fueran retirados de servicio en diciembre de 2010.

## Desarrollo
El desarrollo de un sucesor del primer Harrier comenzó como un esfuerzo cooperativo entre McDonnell Douglas y Hawker Siddeley. Los sobrecostes dejaron a Hawker fuera del proyecto, pero el trabajo continuó debido al interés estadounidense por el avión. Los británicos volvieron al desarrollo a finales de los años 1970, creando su propia versión del Harrier II, basado en el diseño estadounidense. Para las variantes británicas, BAE Systems es el contratista principal y Boeing, un subcontratista.
El Harrier II es una versión muy modificada de la primera generación de Harrier GR.1/GR.3, que volaron por primera vez en diciembre de 1967. El fuselaje original de una aleación de aluminio fue reemplazado por un fuselaje que utilizaba principalmente materiales compuestos, que reducía el peso y aumentaba la capacidad de carga y autonomía. La estructura alar de una sola pieza aumentaba la superficie en un 14% y era de mayor grosor.

## Componentes del Harrier II GR.9

### Electrónica
| Sistema                   | País | Fabricante | Notas      |
| ------------------------- | ---- | ---------- | ---------- |
| Lenguajes de programación |      |            | SPARK, Ada |

## Variantes

### Harrier GR.5
El Harrier GR.5 fue el primer Harrier de segunda generación de la RAF, que empezó a desarrollar en 1976. Se modificaron dos AV-8A al estándar del Harrier II en 1979 y fueron utilizados como aviones experimentales. El GR.5 de producción de BAE voló por primera vez el 30 de abril de 1985 y entró en servicio en julio de 1987. El GR.5 se diferenciaba del AV-8B del Cuerpo de Marines de los Estados Unidos en sutiles cambios, como la aviónica, armamento y contramedidas. Se fabricaron 41 unidades.

### Harrier GR.5A
El Harrier GR.5A fue una variante menor del Harrier que incorporaba cambios en el diseño anticipándose a la actualización a GR.7. Se fabricaron 21 unidades.

### Harrier GR.7
El Harrier GR.7 realizó su primer vuelo en mayo de 1990 y entró en servicio en agosto de 1995 sobre la antigua Yugoslavia. Aunque el GR.7 fue desplegado en los portaaviones de la clase Invincible durante las pruebas iniciales en junio de 1994, no entró en servicio operacional en el mar hasta  1997. Este acuerdo se formalizó con el Joint Force Harrier (Fuerza Conjunta Harrier), operando junto a los Sea Harrier de la Armada Británica.
Los GR.7 formando la punta de lanza de la contribución de la RAF para la Operación Fuerza Aliada, la misión de la OTAN en Kosovo. Durante la campaña, la RAF descubrió deficiencias en su arsenal. Por ello, realizó pedidos de misiles AGM-65 Maverick y bombas Enhanced Paveway que incorpora guía GPS para anular los efectos del humo y el mal tiempo. Utilizando armamento más actualizado, el GR.7 intervino en la Operación Telic, la contribución británica para la invasión de Irak de 2003.

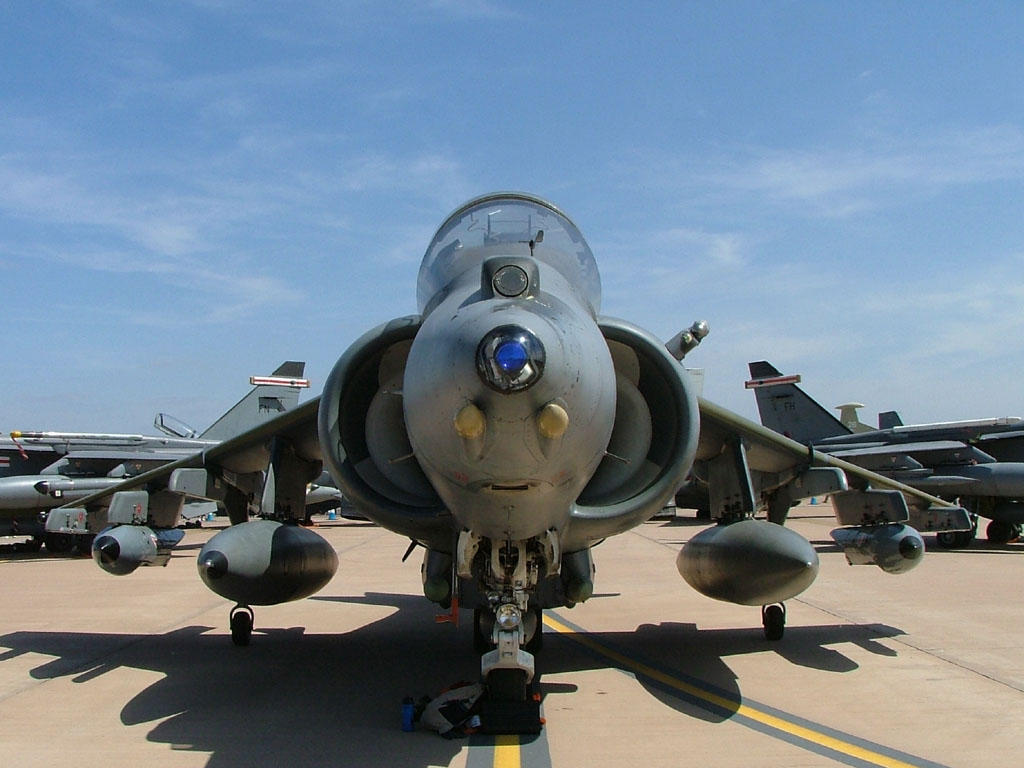
Un Harrier GR.7A en la RIAT de 2005.

### Harrier GR.7A
El Harrier GR.7A fue la primera fase como actualización al estándar de Harrier GR.9. El GR.7A era un GR.7 con motores mejorados Rolls-Royce Pegasus 107. Cuando se actualizaron al estándar GR.9, la variantes mantenían la "A", convirtiéndose en GR.9A. Cuarenta GR.7 recibieron esta actualización. El motor Pegasus 107 proporcionaba 13 kN más de empuje que el modelo 105 (con un empuje de 98 kN).

### Harrier GR.9

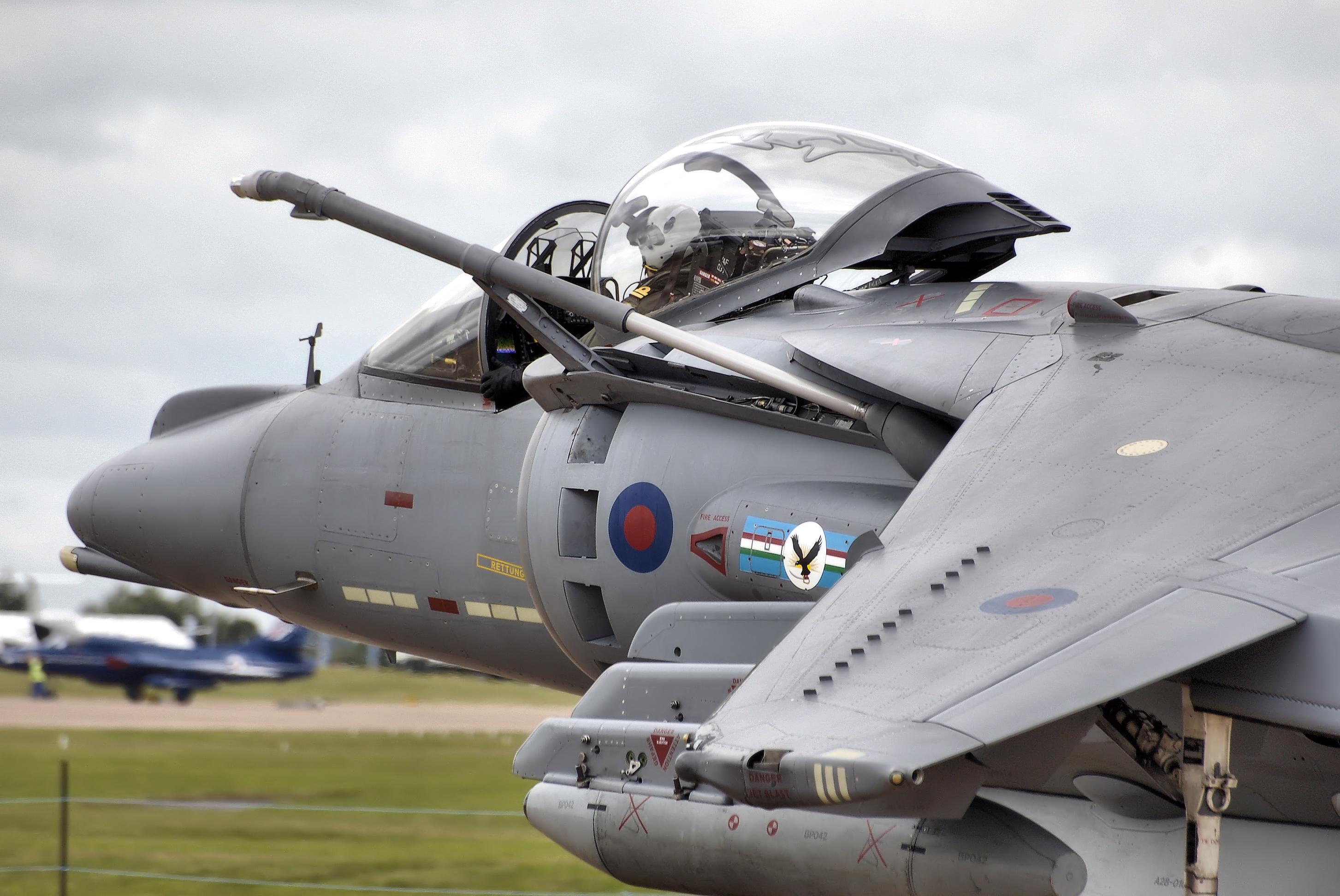
Harrier GR.9 con la cúpula de la cabina abierta y con la sonda de reabastecimiento en vuelo desplegada.

El Harrier GR.9 es una actualización de aviónica y armamento del GR.7. Esta actualización, conocida como IWP (Integrated Weapons Programme, programa de armamento integrado) permitía transportar armas más modernas, un nuevo sistema de navegación inercial y de posicionamiento. El nuevo armamento consistía en el misil Brimstone, Maverick, bomba guiada por láser GBU-27 Paveway III y Paveway IV.

### Harrier T.10
El Harrier T.10 era la variante original para entrenamiento del Harrier II. La RAF consideró actualizar el entrenador de la primera generación de Harrier, el T4, al estándar del Harrier II. Sin embargo, debido a la edad de las estructuras y el nivel de modificación que necesitaba, se decidió pedir aviones nuevos. La RAF utilizó el TAV-8B, el avión de entrenamiento del AV-8B, como base para su diseño. A diferencia del modelo estadounidense, el T.10 tenía capacidad completa para el combate. Se fabricaron 13 aviones.

### Harrier T.12
A una parte de los biplazas T.10, se les instaló elementos de la aviónica del modelo GR.9, pasando a denominarse T.12.

## Operadores
Reino Unido

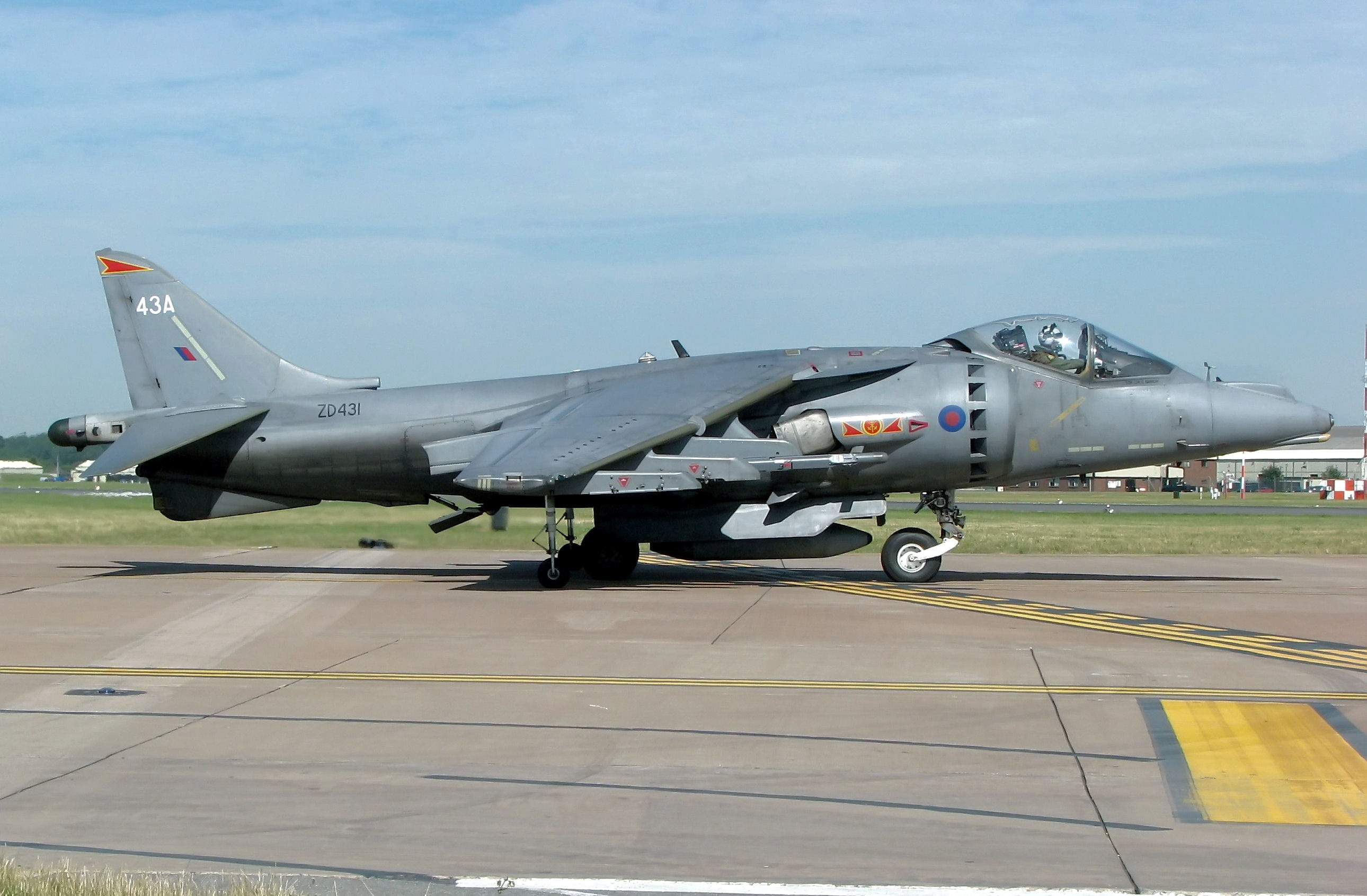
Un Harrier GR.7A del Arma Aérea de la Flota de la Marina Real en Gloucestershire, Inglaterra.

- Real Fuerza Aérea Británica (1989–2011)
  - 1º Escuadrón
  - 3º Escuadrón (hasta 2006)
  - 4º Escuadrón
  - 20º Escuadrón (hasta 2010)
  - Unidad de Evaluación Operacional de Ataque de la RAF

- Marina Real, Arma Aérea de la Flota (2006-2010)
  - 800º Escuadrón Aéreo Naval (2006–2007, 2010)
  - Ala de Ataque Naval (2007–2010)

## Historia operacional

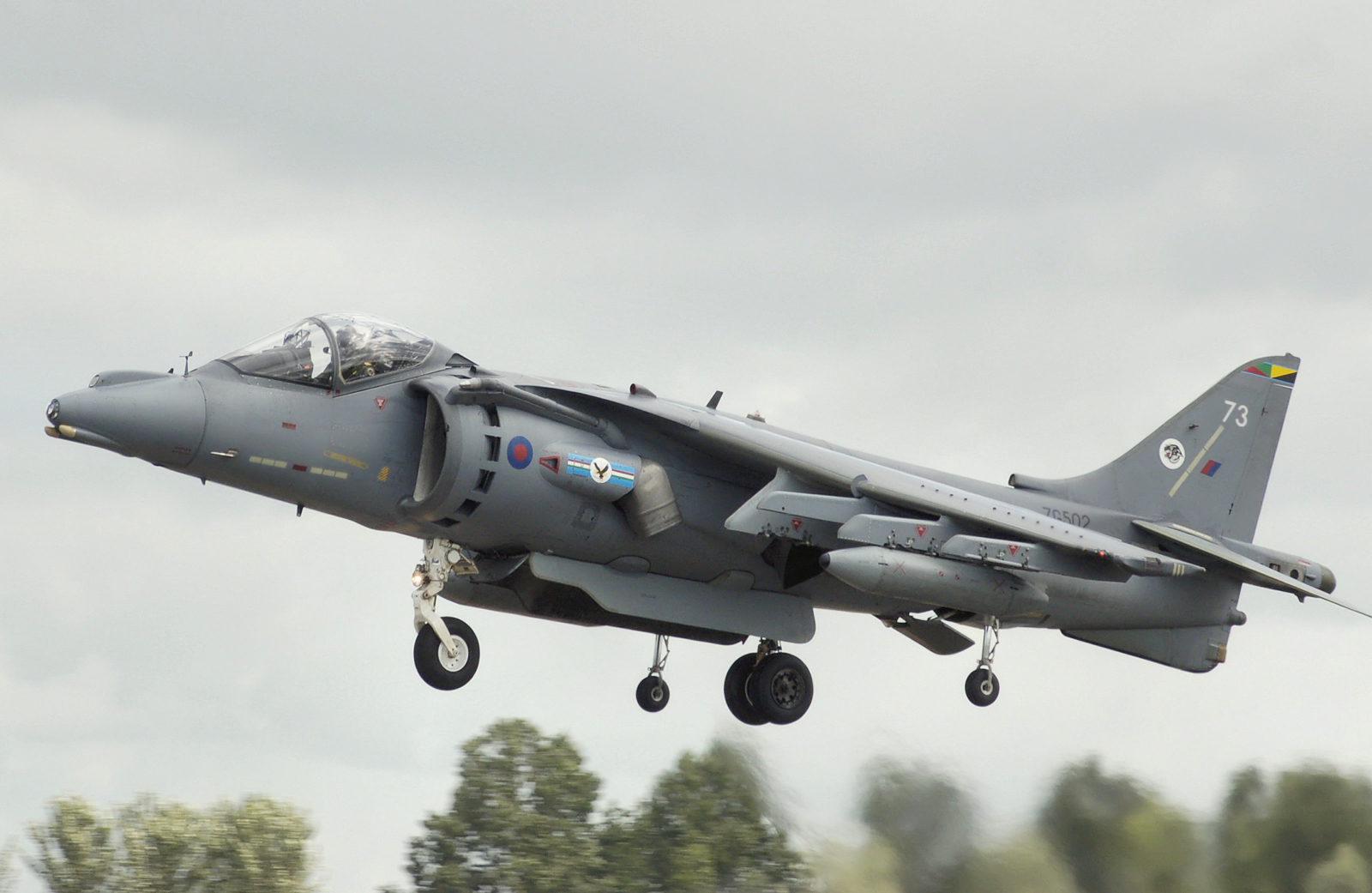
Un Harrier GR.9 aterrizando en la RIAT de 2008.

Con la RAF, los Harrier se utilizaban para tareas de apoyo aéreo cercano y reconocimiento. A diferencia de la actualización del AV8B+, la RAF no escogió integrar un radar en su avión, aunque mantenía el sistema de navegación inercial.
El principal misil aire-aire del Harrier es el AIM-9 Sidewinder de búsqueda por infrarrojos, pero no puede utilizar los misiles de alcance medio AIM-120 AMRAAM. Con la retirada del Sea Harrier, se sugirió que se podía transferir su radar Blue Vixen a la flota de GR.9. Sin embargo, el Ministerio de Defensa rechazó la propuesta por caro y peligroso. El Ministro de las Fuerzas Armadas, Adam Ingram estimó que los costes superarían los 600 millones de libras esterlinas.

La Royal Air Force y la Arma Aérea de la Flota del Reino Unido utilizan las variantes y versiones que comenzaron a finales de los años 1980, incluyendo el GR7/7A, GR9/9A, T10 y T12. 
Los Harrier II  son similares a los de los Marines, pero con peculiaridades y nombre propios. Denominados GR.5, emplean un cañón Aden de 25 mm. y dos puntos de ajuste ventrales externos para los misiles AIM-9. Se les adoptó un sistema de ataque de Ferranti, contramedidas electrónicas Marconi Zeus y lanzador de señuelos y bengalas de Bofors. La RAF encargó 41 GR.5, además de 21 GR.5A.
El GR.7 es la variante británica equivalente al AV-8B Night Attack, construyéndose 34 aviones nuevos y otros 58 fueron modificados a partir de GR.5/GR.5A. La adopción de armamento de nueva generación integrado con sistemas de aviónica más modernos supuso el GR.9, equivalente a los AV-8B+ y dotado con el motor Pegasus Mk.105. Un total de 70 GR.7 se llevaron al estándar GR.9. La introducción del motor Pegasus Mk.107 en 30 ejemplares, creó la variante GR.9A. 
El Ministerio de Defensa británico anunció oficialmente la retirada a partir de abril de 2011 de toda la flota de Harrier GR.9/T.12,  utilizados conjuntamente por la RAF y la Royal Navy en la Joint Strike Wing.

## Futuro
Con la retirada del Sea Harrier de la Royal Navy en 2006, los GR.9 entraron en servicio con la Arma Aérea de la Flota como reemplazo. Se esperaba que el GR.9 se mantuviese en servicio hasta al menos el 2015, cuando los primeros F-35 los reemplazasen, pero los recortes han hecho que se retiren a finales de 2010.

## Especificaciones (Harrier GR.7)
Referencia datos: Norden

### Características generales
- Tripulación: 1 piloto
- Longitud: 14,1 m (46,3 ft)
- Envergadura: 9,3 m (30,3 ft)
- Altura: 3,6 m (11,7 ft)
- Superficie alar: 22,6 m² (243,3 ft²)
- Peso vacío: 5700 kg (12 562,8 lb)
- Peso cargado: 7123 kg (15 699,1 lb)
- Peso útil: 

  - En despegue vertical: 2 895 kg (6 380,6 lb)
  - En despegue corto: 8 361 kg (18 427,6 lb)
- Peso máximo al despegue: 

  - En despegue vertical: 8 595 kg (18 943,4 lb)
  - En despegue corto: 14 061 kg (30 990,4 lb)
- Planta motriz: 1× turbofán de empuje vectorial Rolls-Royce Pegasus Mk. 105.
  - Empuje normal: 96,7 kN (9866 kgf; 21 750 lbf) de empuje.

### Rendimiento
- Velocidad máxima operativa (Vno): 1065 km/h (662 MPH; 575 kt)
- Radio de acción: 556 m (1824 ft)
- Alcance en ferry: 3243 m (10 640 ft)
- Techo de vuelo: 15 240 m (50 000 ft)
- Régimen de ascenso: 74,8 m/s (14 724 ft/min)

### Armamento
- Cañones: 2× ADEN de 30 mm en contenedores bajo el fuselaje (ya no se utilizan)
- Puntos de anclaje: 8 (los pilones subalares 1A y 7A están diseñados sólo para portar misiles aire-aire) con una capacidad de 3650 kg, para cargar una combinación de:  
  - Bombas: 

    - Bombas guiadas por láser de la serie Paveway
    - Bombas de caída libre (incluyendo bombas de práctica de 3 y 14 kg).

  - Cohetes: 

    - 4× Contenedores LAU-5003 con 19× cohetes CRV7 de 70 mm cada uno
    - 4× Contenedores Matra con 18× cohetes SNEB de 68 mm cada uno

  - Misiles: 

    - 6× misiles AAM AIM-9 Sidewinder o 6× AIM-132 ASRAAM
    - 4× misiles ASM AGM-65 Maverick o 6× Brimstone

  - Otros: 

    - 2× tanques de combustible externos
    - Pods de reconocimiento como el Joint Reconnaissance Pod

### Desarrollos relacionados
- Hawker Siddeley Harrier
- BAE Sea Harrier
- AV-8B Harrier II

### Aeronaves similares
- Boeing X-32
- Lockheed Martin F-35 Lightning II
- Yakovlev Yak-38